# Мете Фредериксен
Мете Фредериксен (дан. Mette Frederiksen; рођена 19. новембра 1977) је данска политичарка која је тренутно премијер Данске од јуна 2019. и лидер социјалдемократа од јуна 2015. године. Друга жена која обавља било коју од ове две дужности, а уједно је и најмлађа премијерка у данској историји.
Након каријере синдикалисте, Фредериксен је први пут изабран у Фолкетинг на општим изборима 2001. године, представљајући округ Копенхаген. Након што су социјалдемократе победиле на општим изборима 2011. године, премијерка Хеле Торнинг-Шмит именовала ју је министром за запошљавање. Касније је унапређена и постала је министар правде 2014. године. Након тесног пораза социјалдемократа на општим изборима 2015. године, Торнинг-Шмит је одустала, а Фредериксен је победила на следећим изборима за руководство странке  да би је заменила и постала лидер опозиције .
Фредериксен је своју странку водила на општим изборима 2019. године, што је резултирало блоком левичарских и партија левог центра (њени социјалдемократи, социјал-либерали, Социјалистичка народна партија, Црвено-зелена коалиција, Фарски социјалдемократски савез и гренландске Сјумут и Инуит Атакатигит )који су освојили већину у Фолкетингу. Након тога краљица Маргрета II од Данске је Фредериксеновој дала налог да води коначне преговоре о формирању нове владе, а на њеном челу је 27. јуна положила заклетву.

## Детињство и младост
Фредериксенова је рођена у Олборгу. Отац јој је био типограф, а мајка учитељица . Похађала је гимназију Олбогхурс и студирала администрацију и друштвене науке на универзитету у Олборгу, где је дипломирала 2007.

## Политичка каријера
Фредериксен је радила као омладински консултант за ЛО, Данску конфедерацију синдиката. Изабрана је за посланицу у округу Копенхаген на општим изборима 2001. године, где су социјалдемократе изгубиле прво и друго место по први пут од 1920. године. Након избора, Фредериксен је именована за портпарола своје странке за културу, медије и равноправност полова. 2002. године добила је награду Нина Банг за показивање политичке храбрости, ентузијазма и утицаја на социјалне проблеме. Поред тога, добила је награду Тинг 2012. године и написала је књиге Епостлер (2003) и Од борбе до културе (2004). Након губитка општих избора 2005. године, Фредериксен је постала портпарол њенњ странке за социјална питања . Након избора била је и потпредседница парламентарне групе Социјалдемократа. На општим изборима 2007. године, где су социјалдемократе изгубиле још два мандата, Фредериксен је добила 27077 гласова, што ју је сврстало на седмо место на листи десет данских политичара са највише гласова.
У мају 2010. године откривено је да се њена ћерка, заједно са децом још неколико истакнутих социјалдемократских политичара школовала у приватној школи . Заједно са колегама, данска штампа је Фредериксенову оптужила за лицемерје, јер је њена странка дуго промовисала јавно образовање и то је  сматрала кључном политиком. Фредериксен је 2005. године отворено критиковала родитеље који су децу слали у приватне школе. Фредериксен је одговорила на критику рекавши да је њено мишљење о приватном образовању постало нијансираније од њених примедби 2005. године и да би било лицемерно према њој да сопствену политичку каријеру стави испред интересовања своје ћерке. Након општих избора 2011. који су довели до владе социјалдемократа, Фредериксен је била министарка запошљавања од 2011. до 2014. и министарка правде од 2014.код премијерке Хеле Торнинг-Шмит коју је наследила на месту лидера странке. Као министарка за запошљавање водила је реформе раних пензија  и флексибилне послове у систему запошљавања. Исто тако, контроверзна реформа новчане помоћи значила је ниже новчане накнаде за младе незапослене и омогућила суживот узајамне подршке, између осталог. 
Под Фредериксеновим руководством које је почело након општих избора 2015. године, на којима су се социјалдемократе вратиле на прво место и освојила три места у Фолкетингу, странка се премештала лево у економији док је покушавала да надмаши данске деснишарске странке које су биле све гласније у осуди имиграције .

## Председник Владе Данске
На општим изборима 2019. године социјалдемократе су стекле додатну подршку што је смаљило подршкуДанској народној партији и Либералном савезу, што је коштало Ларса Локеа Расмусена његове већине. Без сумње,у изборној ноћи Расмусен је признао пораз Фредериксен је постављена за премијера 27. јуна 2019. године, на челу владе социјалдемократске мањине која искључиво подржава црвени блок Иако је заузела ставове против имиграције током избора, Фредериксен је изменила свој став о имиграцији тако што је дозволила више стране радне снаге и преокренула владине планове о изручењу страних криминалаца, тј. њиховом останку у земљи након што је победила и формирала нову владу.
Фредериксен је међународну пажњу стекала у августу 2019. године, када је председник Сједињених Држава Доналд Трамп отказао државну посету Данској након њеног одбијања да прода Гренланд, аутономну територију Данске. 15. августа The Wall Street Journal јавио је да је Трамп разговарао о могућности куповине Гренланда са сарадницима. Ким Келсен, премијер Гренланда, одговорио је да Гренланд није на продају. 18. августа, након што је Бела кућа потврдила гласине, Фредериксен је поновио коментаре Келсена, рекавши да "Гренланд није дански, Гренланд припада Гренланду “, а расправу је назвала апсурдном. 20. августа Трамп је отказао државну посету, заказану за 2. и 3. септембар, са посебним освртом на њено одбијање да разговара о могућој продаји Гренланда.
Дана 3. јануара 2020. Сједињене Државе су извршиле атентат на високог иранског генерала, Касема Сулејманија, што је значајно повећало постојеће тензије између две земље. Фредериксен је то назвала стварно озбиљном ситуацијом. Избјегла је питање да ли је убиство исправно, умјесто тога позвала је на деескалацију сукоба.

## Политичке позиције
Фредериксен је гласни противник проституције . Дуги низ година снажно се залагала за забрану продаје секса на Исланду,у Норвешкој и Шведској . 2002. године отворила је расправу о забрани проституције и стала иза конгресне одлуке  да ће социјалдемократе „радити на забрани куповине сексуалних услуга“. Фредериксен је такође постајала све скептичнија према либералној масовној имиграцији, јер верује да има негативан утицај на већи део становништва, што је  горуће питање од  2001. године након напада 11. септембра који су се појачали током европске мигрантске кризе 2015. године . Тврдила је да перцепција социјалдемократа коју су преузели трећи пут и практиковали центристичку, неолибералну економију и подржавали неограничену глобализацијушто је допринело лошим изборним резултатима странке почетком 21. века. У недавној биографији Фредериксен је изјавила:„За мене је све јасније да цену нерегулисане глобализације, масовне имиграције и слободног кретања радне снаге плаћају ниже класе.“ .
Под Фредериксеновом, Социјалдемократе су гласале за закон који ће омогућити данској власти да одутима новац, накит и друге вредне предмете избеглицама које пређу данску границу, упркос оштрим осудама Савета за људска права Уједињених нација  и широким упоређивањима између плана о поступању саЈеврејима у окупираној Европи од стране нациста. Слично томе, социјалдемократе су гласале за закон о забрани ношења бурке и никаба док су били уздржани током гласања о закону о обавезном руковању без обтира не верска уверења на државним церемонијама и на плану за кућне  азиланате на острвима који се користе за истраживање заразних болести. Фредериксен је такође подржала десничарску популистичку Данску народну партију у њиховом помаку у парадигми како би циљ политике азила био репатријација, а не интеграција . Позвала је на ограничење броја незапослених имиграната, протеривање азиланата у прихватни центар у Северној Африци и присилни рад за имигранте у замену за бенефиције. Означивши економску спољну политику Европе превише либералном, Фредериксен је критиковала друге социјалдемократске странке због губитка поверења њихових бирача зато што нису успеле да спрече глобализацију и појачају радничка права, већ су створили неједнакост и дошли до неконтролисаних имиграција.
Фредериксен је ислам навела као препреку интеграцији, тврдећи да неке муслиманке "не поштују дански правосудни систем", да неке муслиманске жене одбијају да раде из верских разлога и да су муслиманске девојке подложне "масовној друштвеној контроли" и позвала је да се муслиманске школе затворе. У интервјуу за Kristeligt Dagblad, Фредериксен је позвала на затварање свих имигрантских центара и  "одсељавање имиграната у северну Африку". Ове изјаве оштро су критиковали Мортен Остергард (секретар Данске социјално-либералне странке - радикална левица ) и Кристина Нарбона (председница Шпанске социјалистичке радничке партије), који су оптужили Фредериксенову за ксенофобију . Међутим, Зигмар Габријел (бивши лидер Социјалдемократске партије Немачке) похвалио је њене изјаве у интервјуу за "Handelsblatt".